# وضع أمني (مسلسل)
وضع أمني هو مسلسل مصري، من تأليف مصطفى حمدي وإخراج مجدي أحمد علي، ومن إنتاج شركة سينرجي للإنتاج الفني، وبطولة كل من عمرو سعد وريهام حجاج وأحمد عبد الله محمود وإيمي سالم ورياض الخولي وصلاح عبد الله ونهال عنبر.

## القصة
تدور أحداث المسلسل حول شخصية البطل الذي يدعى «حسن الغريب» والذي يجسد شخصيته الممثل الشاب عمرو سعد، «حسن الغريب» هو شاب بسيط ينتمي إلى عائلة مصرية فقيرة الحال، ويعيش في إحدى الحارات الشعبية المصرية، تتسارع الأحداث في بداية المسلسل ليصل الحال بحسن الغريب إلى أن يتورط بإحدى الأمور مع عصابات المافيا، وعلى إثر ذلك تزداد المشاكل التي يقع فيها حسن وسط أجواء مليئة بالأكشن والحماس. ومن إحدى المشاكل التي يتورط بها حسن الغريب، مشكلة يتآمر بها رئيسه بالعمل مع المافيا من أجل التخلص منه واتهامه بأنه يقوم بسرقة أموال الشركة وبأنه مرتشي. ومن الأحداث المحركة للقصة، دخول ابنة حسن الغريب إلى المستشفى وإهمال الطاقم الطبي لعلاجها متعمداً، وهذا ما يدفعه للانتقام. في أثناء تنفيذه لخطته الانتقامية، يتورط حسن في مطارادات مع رجال الشرطة والهروب منهم وتظهر في منتصف هذه الأحداث الشخصية التي تصبح حبيبة حسن الغريب والتي تجسد شخصيتها ريهام حجاج، وتسانده خلال عملية انتقامه لموت ابنته.

## تمثيل
- عمرو سعد
- ريهام حجاج
- صلاح عبد الله
- نهال عنبر
- جلال الزكي
- رانيا منصور
- شريف حلمي
- أحمد عبد الله محمود
- مصطفى حسين درويش
- مجدي فكري
- حسام الحسيني
- ابتهال الصريطي
- نهى صالح
- عادل عبد الرازق
- أحمد عتريس
- عصام توفيق
- صدقي صخر
- رنا رئيس
- محمد ياسين
- حبيبة
- حمدي الوزير
- حلمي فودة
- محمد متولي
- ياسر علي ماهر
- صبري عبد المنعم
- محمد غنيم
- أحلام الجريتلي

## هوامش
- يعتبر المسلسل التعاون الثالث بين المخرج مجدي أحمد علي والفنان عمرو سعد بعد مسلسل (مملكة الجبل)، وفيلم (مولانا)، وهو ثاني تعاون تلفزيوني.[10]
- تم تغيير اسم المسلسل من (وضع أمني) إلى (أيام حسن الغريب)، ثم تم العودة إلى الاسم الأول مرة أخرى.[11][12]